# 普拉特灵
普拉特灵是德国巴伐利亚州代根多夫县的一个市镇。总面积35.87平方公里，总人口12882人，其中男性6412人，女性6470人（2011年12月31日），人口密度359人/平方公里。